# Dysselsdorp
Dysselsdorp, auch Dyzalsdorp, ist ein Dorf der Oudtshoorn Local Municipality im Distrikt Garden Route in der südafrikanischen Provinz Westkap. Der Ort liegt in der Karoo auf der National Route 12, etwa 30 km östlich von Oudtshoorn. Im Gebiet von Khoikhoi wurde er 1838 als Station der London Missionary Society gegründet.